# ×Butyagrus nabonnandii
XButyagrus nabonnandii là loài thực vật có hoa thuộc họ Arecaceae. Loài này được (Prosch.) Vorster miêu tả khoa học đầu tiên năm 1990.